# المؤسسة النسائية الدولية للإعلام
المؤسسة الإعلامية النسائية الدولية ( IWMF )، ومقرها واشنطن العاصمة، هي منظمة تعمل على المستوى الدولي لرفع مكانة المرأة في وسائل الإعلام. أنشأت IWMF برامج لمساعدة النساء في وسائل الإعلام على تطوير حلول عملية للعقبات التي يواجهنها في حياتهن المهنية وحياتهن. يتضمن عمل IWMF مجموعة واسعة من البرامج بما في ذلك زمالات إعداد التقارير الدولية في أفريقيا وأمريكا اللاتينية وتوفير فرص المنح للصحفيات، والبحث في وضع المرأة في وسائل الإعلام، والشجاعة في الصحافة، وجوائز الإنجاز أنجا نيدرينغهاوس الشجاعة في التصوير الصحفي، ومدى الحياة. تدافع IWMF عن حرية الصحافة على المستوى الدولي وغالباً ما تشكل التماسات تطلب من الحكومات الدولية إطلاق سراح الصحفيين المحتجزين وتوفير الحماية للصحفيين المعرضين للخطر.

## تاريخ
نظمت IWMF مؤتمرًا دوليًا للقيادات النسائية في جامعة جورج واشنطن للاحتفال بالذكرى السنوية العشرين للمنظمة والتفكير في وضع المرأة في وسائل الإعلام، في مارس 2011.[بحاجة لمصدر]</link>
ونشرت IWMF تقريرًا بعنوان التقرير العالمي عن وضع المرأة في وسائل الإعلام الإخبارية.

## جوائز الشجاعة
تمنح IWMF سنويًا الصحفيات جائزة الشجاعة في الصحافة والمصورين الصحفيين جائزة أنجا نيدرينغهاوس للشجاعة في التصوير الصحفي. هذه الجوائز "[تكرم] الصحفيات اللاتي ميزن أنفسهن بشجاعتهن غير العادية". وفقًا لـ IWMF، فإن الفائزين بجوائز الشجاعة في الصحافة "[واجهوا] و[نجوا] من الخطر لكشف الحقيقة، [ورفعوا] حاجز الإبلاغ تحت الإكراه". تُقدم الجوائز كل عام في احتفالات تقام في نيويورك ولوس أنجلوس.
- الفائزون بجائزة الشجاعة في الصحافة لعام 2010 هم كلوديا دوكي [الإنجليزية] (كولومبيا)، وتسيرينج ووزر (التبت)، وفيكي نتيتيما (تنزانيا).[4][5][6]
- الفائزون بجائزة الشجاعة في الصحافة لعام 2013 هم " نجيبة أيوبي، مديرة مجموعة كيليد في أفغانستان؛ ونور كيلز [الإنجليزية] ، مصورة وكالة رويترز في سوريا؛ وبوفا فورن [الإنجليزية]، مراسلة صحيفة كمبوديا ديلي، وإدنا ماشيروري [الإنجليزية]، أول محررة سوداء لصحيفة كمبوديا ديلي"صحيفة في زيمبابوي."[7] استضاف الحدث سيندي ليف وأوليفيا وايلد في فندق بيفرلي هيلز.[7]
- الفائزون بجائزة الشجاعة في الصحافة لعام 2014 هم أروى ديمون (سي إن إن، لبنان)، وسولانج لوسيكو نسيميري ( لو سوفرين [الإنجليزية]، جمهورية الكونغو الديمقراطية) وبرانكيكا ستانكوفيتش (RTV B92، صربيا).[8]
- حصل المصور الصحفي الكشميري، مسرات زهرة، في عام 2020 على جائزة أنجا نيدرينغهاوس للشجاعة في التصوير الصحفي. حصلت لوريل تشور من هونج كونج وناهيرا مونتكورت [الإنجليزية] من بورتوريكو على إشادات شرفية.[9] جولتشيهرا هوجا، صحفية أمريكية من الأويغور تعمل في إذاعة آسيا الحرة؛ سلافة مجدي [الإنجليزية] من مصر؛ ياكين بيدو [الإنجليزية] من سوريا؛ وحصلت جيسيكا أرو من فنلندا على جائزة الشجاعة في الصحافة.[10]
- مُنحت جوائز الشجاعة في الصحافة في عام 2022 إلى الأمريكيين لينسي أداريو وسيريز كاسل والأوكرانية فيكتوريا روشينا [الإنجليزية]. حصل كاتب العمود الصيني هوانغ شيويه تشين على جائزة واليس أننبرغ للعدالة للصحفيات، التي تُمنح لصحفية مسجونة ظلما.[11]

## جوائز الإنجاز مدى الحياة
تكرم IWMF أيضًا النساء اللاتي لديهن وظائف رائدة في مجال الصحافة من خلال جوائز جوائز انجازات مدى الحياة. وفقًا لـ IWMF، فإن الفائزين بجائزة Lifetime Achievement "أزالوا الحواجز لتمكين النساء في جميع أنحاء العالم من العثور على أصواتهن وإسماعها". ومن بين الحائزين على الجائزة ألما غييرموبرييتو من المكسيك (2010)، وأميرة هاس من إسرائيل (2009)، وإديث ليدرير من الولايات المتحدة (2008).

## معهد القيادة للصحفيات
أطلقت IWMF في عام 1998 معهدًا سنويًا للقيادة لمدة أسبوع للصحفيات المخضرمات. تقوم المعاهد بتدريب النساء للحفاظ على حياة مهنية ناجحة في المؤسسات الإعلامية وتوفير المهارات اللازمة للسماح للنساء بأن يصبحن قادة في غرف التحرير الخاصة بهن. تجتمع الصحفيات المخضرمات لتبادل أساليب القيادة، واستراتيجيات إدارة الأشخاص والتغيير، ونصائح للتفاوض على الراتب، والتنقل في السياسة، وتحقيق التوازن بين العمل والمنزل. تقام هذه المعاهد في الولايات المتحدة وفي جميع أنحاء العالم. انعقد معهد القيادة الأمريكي لعام 2009 في شيكاغو في الفترة من 20 إلى 22 يوليو. وقد أقيمت المعاهد السابقة في مالي (2010)، وأوغندا (2009)، وليتوانيا (2008).

### أفريقيا
بدأت معاهد القيادة في أفريقيا في عام 1998 في زيمبابوي. كانت IWMF رائدة في التدريب على القيادة للصحفيات في أفريقيا. ويتم التدريب في الدول الأفريقية الناطقة باللغة الإنجليزية والناطقة بالفرنسية، بما في ذلك واحدة في كمبالا، أوغندا (2009) وباماكو، مالي (2010).

### أوروبا
بدأت معاهد القيادة في أوروبا في التسعينيات. وقد أقيم أحدث معهد في عام 2008 للصحفيات من الجمهوريات السوفيتية السابقة. وناقش المشاركون تحديات إدارة وسائل الإعلام، وتصور الصحفيات في الجمهوريات السوفيتية السابقة والصفات والمواقف التي تنتج قادة ملهمين وملهمين. أقيم المعهد في فيلنيوس، ليتوانيا.

### أمريكا اللاتينية
بدأت معاهد القيادة في أمريكا اللاتينية في المكسيك عام 1998. أقيمت المعاهد السابقة في نيكاراغوا والأرجنتين والإكوادور (2001). وتم توفير تدريب إضافي عبر الإنترنت للصحفيات في أمريكا اللاتينية في عام 2004.

### الولايات المتحدة
توفر معاهد القيادة في الولايات المتحدة مهارات حاسمة في البناء الوظيفي وفرصة للتواصل مع الزملاء. تستخدم مديرات الأخبار لعب الأدوار والتمارين العملية الأخرى لإظهار أساليب القيادة ومشاركة الاستراتيجيات. عقد معهد القيادة الأمريكي السنوي السادس في يوليو 2009 في شيكاغو. خلال الأشهر الثلاثة التالية للمعهد، تلقى المشاركون تدريبًا فرديًا حول تنفيذ خطط العمل الشخصية التي طُورت خلال المعهد.

## زمالة إليزابيث نيوفر
تُختار صحفية واحدة تغطي قضايا حقوق الإنسان والعدالة الاجتماعية سنويًا لزمالة إليزابيث نيوفر . سُمي البرنامج على اسم إليزابيث نيوفر، الحائزة على جائزة IWMF للشجاعة في الصحافة عام 1998 ومراسلة بوسطن غلوب التي قُتلت في العراق في مايو 2003. تعمل زمالة IWMF Elizabeth Neuffer على تخليد ذكراها وتعزيز مهمتها الحياتية المتمثلة في تعزيز الفهم الدولي لحقوق الإنسان والعدالة الاجتماعية.
تمنح هذه الزمالة الصحفي الفرصة لقضاء عام دراسي في برنامج مخصص في مركز الدراسات الدولية التابع لمعهد ماساتشوستس للتكنولوجيا مع إمكانية الوصول إلى صحيفتي بوسطن غلوب ونيويورك تايمز. يوفر الهيكل المرن للبرنامج للزملاء فرصًا لمتابعة البحث الأكاديمي وصقل مهارات إعداد التقارير التي تغطي موضوعات تتعلق بحقوق الإنسان. كان زملاء نيوفر السابقون من كولومبيا وأستراليا والعراق والولايات المتحدة.

## تقرير عن مشروع الزراعة والمرأة
يعمل مشروع إعداد التقارير حول الزراعة والمرأة على تغيير الطريقة التي تغطي بها وسائل الإعلام قصص الزراعة والتنمية الريفية والزراعية. يوفر IWMF التدريب للصحفيين لمساعدتهم على توفير تغطية فعالة للزراعة ودور المرأة في تحويل إنتاج الغذاء والتنمية الريفية في البلدان الأفريقية.
وتشمل أهداف المشروع زيادة كمية ونوعية التقارير المتعلقة بالزراعة والتنمية الريفية، والتركيز بشكل أكبر على أهمية المرأة في اقتصاديات المناطق الريفية وخلق المزيد من المساواة بين الجنسين في غرف التحرير. في فبراير 2009، نشرت IWMF بحثها في منشور بعنوان "زرع البذور"، والذي كشف عن ثلاث نتائج رئيسية:
1. على الرغم من أن الزراعة تلعب دوراً حاسماً في النمو الاقتصادي في أفريقيا، إلا أنها لا تشكل سوى أربعة في المائة من التغطية الإعلامية.
2. فإن أصوات المزارعين نادراً ما تُسمع في التغطية الزراعية سواء أكانوا من الإناث أو الذكور، وفي القصص الزراعية التي رُصدت، كان 70% من المصادر مسؤولين حكوميين وخبراء/محترفين. وكان 20 في المائة فقط من المزارعين وغيرهم من العمال الريفيين/الزراعيين.
3. المرأة تكاد تكون غير مرئية في وسائل الإعلام. وعلى الرغم من أن النساء ينتجن 70 في المائة من الغذاء في أفريقيا جنوب الصحراء الكبرى ويشكلن نصف سكان المنطقة، إلا أن 11 في المائة فقط من المصادر و22 في المائة من المراسلين هم من النساء
4. وباستخدام نفس نموذج مشروع مايشا ييتو، تم إنشاء مراكز التميز في لا إسور وراديو كليدو في مالي، وThe Daily Monitor وشركة أوغندا للإذاعة في أوغندا، وThe Times of Zambia وهيئة الإذاعة الوطنية لزامبيا في زامبيا. يقدم موظفو IWMF والمدربون المحليون ذوو الخبرة التدريب في الموقع للصحفيين.

## مشروع مايشا يتو
مشروع مايشا يتو هو مشروع أنشأه IWMF في عام 2002 بمنحة قدرها 1.5 مليون دولار من مؤسسة بيل وميليندا جيتس. وكان الغرض منه هو تحسين جودة واتساق التقارير المتعلقة بفيروس نقص المناعة البشرية/الإيدز والسل والملاريا في أفريقيا. كانت المرحلة الأولى من المشروع عبارة عن بحث نوعي وكمي حول كيفية تغطية وسائل الإعلام لفيروس نقص المناعة البشرية/الإيدز والسل والملاريا، والذي تم نشره تحت عنوان "الموعد النهائي للصحة: استجابة وسائل الإعلام لتغطية فيروس نقص المناعة البشرية/الإيدز والسل والملاريا في أفريقيا".
كانت المرحلة الثانية من برنامج مايشا يتو هي إنشاء مراكز التميز في ثلاثة بلدان أفريقية بهدف إنشاء تدابير عملية ومستدامة لمساعدة وسائل الإعلام الأفريقية على تحسين تغطيتها الصحية. نُشر تقرير عن مشروع " الكتابة من أجل حياتنا: كيف غيّر مشروع مايشا يتو التغطية الصحية في أفريقيا" في يوليو 2006. كما عُقد مؤتمر في جوهانسبرغ، جنوب أفريقيا، في تموز/يوليه 2006، حيث تبادل ممثلون من مراكز الامتياز تجاربهم مع ممثلي وسائل الإعلام الأفريقية الرئيسية والمنظمات غير الحكومية والمنظمات النسائية.